# 新古塔 (切梅里夫齊區)
48°57′39″N 26°31′34″E / 48.96083°N 26.52611°E
新古塔（烏克蘭語：Нова Гута），是烏克蘭西部的村莊，隸屬赫梅利尼茨基州的卡緬涅茨-波多利斯基區。該村面積0.82平方公里，海拔高度259米，2001年人口161，人口密度每平方公里197.1人。